# Magyar nyelvi paronimák listája
Ez a lista magyar nyelvi paronimákat (hasonló alakú, könnyen eltéveszthető szavakat) sorol fel.

## A paronímia tipikus esetei

### Magyar szavak
- bizonyság (bizonyíték) ↔ bizonyosság (meggyőződés)
- bojár (orosz főnemes) ↔ bojtár (pásztorsegéd)
- bodnár (faedények gyártója, kádár, pintér) ↔ bognár (szekér-, ill. kerékgyártó)
- egyelőre (jelenleg) ↔ egyenlőre (egyenlő méretűre)
- egyesség (egyetértés, összhang) ↔ egyezség (megállapodás)
- egyhangúan (unalmasan) ↔ egyhangúlag (ellenvetés nélkül)
- emberiség (a világon élő minden ember) ↔ emberiesség (emberhez méltó, tisztességes magatartás)
- fáradság (fáradozás) ↔ fáradtság (fáradt állapot)
- fizet (ellenértéket, pénzt ad valamiért) ↔ füzet (összefűzött lapok)
- gondtalan (felhőtlen) ↔ gondatlan (hanyag)
- helység (település) ↔ helyiség (épület vagy lakás elkülönített része, vö. szoba)
- ijedség (ijedelem) ↔ ijedtség (ijedelem kiváltotta állapot, ijedt állapot)
- ízetlen (ízléstelen, pl. tréfa) ↔ íztelen (íz nélküli, pl. étel)
- izzadság (verejték) ↔ izzadtság (izzadt állapot)
- járadék (juttatás, térítés, amit valaki kaphat)  ↔ járulék (amit az állam szed be; az adóhoz hasonló)
- káplán (segédlelkész) ↔ káplár (tizedes)
- kupola (félgömb alakú boltozat, tetőszerkezet) ↔ kupolda (kupleráj, nyilvánosház)
- lévén (azáltal, hogy ő vki/vmi/vmilyen) ↔ révén (segítségével, által, jóvoltából)
- pólus (két szemben álló pont egyike) ↔ pórus (kis nyílás, lyukacska)
- szabados (könnyelmű, léha) ↔ szabatos (pontos, precíz, egzakt)
- szível (szeret, kedvel) ↔ (meg)szívlel (fontolóra vesz)
- szolgalom (dologi jog korlátozása; servitus) ↔ szorgalom (igyekezet)
- tanúság (bizonyság, tanúskodás) ↔ tanulság (okulás)
- törvénykezés (bíráskodás, ítélkezés, igazságszolgáltatás) ↔ törvényhozás (új törvények megalkotása)
- új (nem régi) ↔ ujj (testrész)
- védelem (valami megvédése) ↔ vélelem (valami feltételezése), például az ártatlanság vélelme [feltételezése] szókapcsolatban

#### Keresztnevek
- Barabás ↔ Barnabás
- Domokos ↔ Domonkos
- Gyöngyi ↔ Györgyi
- Loránd ↔ Lóránt

### Idegen szavak
- Abbázia (város Horvátországban, Opatija) ↔ Abházia (Grúzia autonóm tartománya)
- adaptál (átdolgoz; alkalmaz például eljárást) ↔ adoptál (örökbe fogad gyereket)
- akció (cselekvés, megmozdulás, kedvezmény) ↔ aukció (árverés)
- aktor (színész) ↔ auktor (író, szerző)
- ambitus (hangterjedelem) ↔ ámbitus (oszlopos tornác a falusi ház udvarra néző oldalán)
- analógia (hasonlóságon alapuló megegyezés) ↔ anagógia (a helyettesítésen alapuló egyfajta gondolati alakzat)
- andragógia (felnőttképzés) ↔ andrológia (férfigyógyászat)
- antológia (szöveggyűjtemény) ↔ ontológia (létfilozófia)
- Asterix (képregényszereplő) ↔ aszteriszk (csillagjel)
- asztrológia (csillagjóslás) ↔ asztronómia (csillagászat)
- ateista (istentagadó) ↔ autista (egyfajta fejlődési rendellenességgel élő)
- Ausztria ↔ Ausztrália
- bariton (a tenor és a basszus közötti férfihang) ↔ baryton (tenor hangolású kürt, ill. régi vonós hangszer)
- cérium (58-as rendszámú vegyi elem, nehézfém) ↔ cézium (55-ös rendszámú vegyi elem, könnyűfém)
- cinizmus (gúnyos, megvető magatartás) ↔ cionizmus (zsidó nemzeti mozgalom, ideológia)
- datál (dátumoz, keltez) ↔ dotál (anyagilag támogat <intézményt>)
- donor (véradó, szervadományozó) ↔ donátor (alapítványt létrehozó személy)
- filiszter (nyárspolgár) ↔ filiszteus (ókori nép, illetve annak tagja)
- filológia (írott szövegeket vizsgáló, magyarázó tudomány) ↔ filozófia (bölcselet)
- gerilla (harcos) ↔ gorilla (főemlős, majom)
- hektikás (beteg, tüdőbajos) ↔ hektikus (ideges, zaklatott, kiszámíthatatlan)
- hominidák (emberfélék) ↔ hominoidák (emberszerűek főcsaládja)
- inkubáció[1] (lappangás, lappangási idő; keltetési idő) ↔ intubáció ("becsövezés")[2]
- kambium (a növények szárának/törzsének/gyökerének egyik szövetrétege) ↔ kambrium (kb. 500-550 millió évvel ezelőtti földtörténeti időszak)
- klauzúra (zárt terület például kolostorban) ↔ klauzula (záradék például szerződés végén)
- kombinát (nagyüzem) ↔ kombinált (vegyes, összetett, többféle rendeltetésnek eleget tevő)
- kommandál (vezényel, parancsol) ↔ kommendál (javasol, ajánl; házasságot közvetít)
- kommendál (javasol, ajánl; házasságot közvetít) ↔ kommentál (magyaráz, ismertet, értelmez)
- kommentál (magyaráz, ismertet, értelmez) ↔ kommentel (internetes közleményhez megjegyzést fűz)
- komplexum (épülettömb) ↔ komplexus (az énkép egyfajta csorbulása)
- koncesszió (haszonbérlet) ↔ koncepció (terv, elképzelés)
- konferansz (bevezető, összekötő szöveg a műsorszámok között, vagy azt előadó nő) ↔ konferanszié (ha a konferansz előadója férfi)
- kontaktus (kapcsolat) ↔ kontraktus (szerződés)
- korál (egyházi ének, ill. ezen alapuló kórusmű) ↔ korall (rendszerint piros színű virágállat, ill. ékkő) ↔ koráll (régi magyar ige: korainak tart)
- lektor (szerkesztő, tanácsadó, kéziratok elbírálója; nyelvoktató előadó; felolvasó) ↔ rektor (egyetem vagy főiskola vezetője)
- maximál (felső határt megszab) ↔ maximalizál (próbál minél többet elérni)
- meteor (hullócsillag) ↔ meteorit (földet ért meteor)
- mól ↔ mol (az anyagmennyiség mértékegysége és ennek jele, viszonyuk tehát olyan, mint pl. a hossz esetében a méter és az m viszonya), valamint moll (hangnem)
- muszlim (az iszlám vallás követője) ↔ muszlin (finom szövésű pamut anyag)
- mutálás (hangmagasság megváltozása) ↔ mutálódás vagy mutáció (genetikai változás)
- nótárius (jegyző) ↔ notórius (megrögzött)
- Obelix (képregényszereplő) ↔ obeliszk (emlékoszlop)
- ováció (üdvrivalgás) ↔ ovuláció (peteérés)
- organizmus (szervezet, rendszer) ↔ orgazmus (a kéjérzés legmagasabb foka)
- ökológia (környezettan) ↔ ökonómia (közgazdaságtan)
- ökonomikus (gazdaságos, takarékos) ↔ ökumenikus (összegyházi [a keresztény vallások között])
- plántál (ültet) ↔ parentál (elsirat, elbúcsúztat valakit)
- prepozíció (elöljárószó) ↔ propozíció (indítvány, javaslat)
- preskripció (előírás, rendelet) ↔ proskripció (politikai száműzetés)
- profil (arculat, feladatkör) ↔ profit (értéktöbblet)
- program (terv, menetrend, műsor, adás) ↔ pogrom (kisebbség elleni tömeges támadás, terror)
- reluxa (redőnyféleség) ↔ Relaxa (egyfajta nyelvtanulási módszer neve)
- reveláció (megvilágosodás, felismerés) ↔ relevancia (fontosság, jelentőség)
- rezidens (gyakorló pályakezdő orvos; ill. helytartó, kormányzó, ügyvivő) ↔ rezisztens (ellenálló vmivel szemben)
- rezsi (fenntartási költség) ↔ rezsim (uralmi rendszer)
- romanika (román építészeti stílus) ↔ romantika (romantikus stílus)
- szinapszis (idegsejtek kapcsolódási pontja) ↔ szinopszis (műismertető, összefoglaló, áttekintés), l. még szinoptikusok (az első három evangélium szerzője)
- szlogen (jelmondat) ↔ szleng (egy társadalmi csoport sajátos szóhasználata)
- szuverén (önálló) ↔ szuterén (alagsor) ↔ szuvenír (emlékajándék)
- tarantella (dél-olasz tánc, zene) ↔ tarantula (madárpók)
- teleológia (idealista szemlélet, amely szerint a természetben minden célszerű; 'célok tana') ↔ teológia(hittudomány)
- Taranto (olasz város) ↔ Toronto (Kanada legnagyobb városa)
- tipográfia (nyomdászat) ↔ topográfia (helyrajz)
- tipológia (típustan; segédtudomány) ↔ topológia (a matematika egyik részterülete; helyzetgeometria)
- zafír (egy kék színű drágakő) ↔ zefír (egyfajta könnyű nyugati szél)

Egy ötszörös paronímia:
- etológia (viselkedéstudomány) ↔ etnológia (egyetemes néprajz) ↔ etiológia (eredet[tan]; <az orvostudományban> kóroktan) ↔ etimológia (szófejtés) ↔ entomológia (rovartan)

Az azonos előtagú, de eltérő utótagú idegen szavak is paronímia okozói lehetnek, például asztrológia és asztronómia, kozmológia és kozmogónia, etnográfia és etnológia.

## Csak a magánhangzó hosszának eltérésével
- áru (termék) ↔ árú (ellenértékű, például magas árú)
- bujt (növényt szaporít) ↔ bújt (rejtőzött)
- falu (kistelepülés) ↔ falú ([vmilyen] fallal rendelkező)
- csip (áramköri elem) ↔ csíp (belecsíp)
  - csipet (kevéske darab, ill. áramköri elemet) és csípet (megcsípet vkivel)
- csira (meddő tehén) ↔ csíra (sarj)
- elöl (az elején) ↔ elől (menekülve)
- fiuk (fiúgyermekük) ↔ fiúk (srácok)
- fuga (burkolóelemek, csempék közti rés) ↔ fúga (egyfajta zenei műfaj)
- irat (dokumentum) ↔ írat (írást készíttet)
- irt (pusztít) ↔ írt (alkotott)
- kor (életkor vagy időtartam) ↔ kór (betegség)
- Örs (személynév) ↔ őrs (szervezeti egység)
- pöre (peres ügye) ↔ pőre (csupasz)
- sujtás (díszes hímzés) ↔ sújtás (ütés, csapás)

## Csak a mássalhangzó hosszának eltérésével

### Magyar szavak
- ál- (nem igazi) ↔ áll (testrész, ill. ’nem ül’)
- ara (menyasszony) ↔ arra (abba az irányba)
- csat (hajba) ↔ csatt (hangutánzó)
- egyel (egyenletessé tesz) ↔ eggyel (egy darabbal)
- ép (sértetlen) ↔ épp (éppen)
- fed (takar) ↔ fedd (szid, korhol)
- fen (élesít) ↔ fenn (fönt)
- had (hadsereg) ↔ hadd (engedélykérés)
- hal (vízi állat) ↔ hall (hangot érzékel; előszoba)
- (kakas)ülő (gerenda vagy léc, amelyen éjjel a kakas ül, különösen azon keresztfa, mely az ollófákat összetartja; a színházi karzat tréfás megnevezése magassága miatt) ↔ üllő (kovácsszerszám)
- kasza (szerszám) ↔ kassza (pénztár)
- kel (növény; ébred) ↔ kell (szükséges)
- keleti (napkelet felőli) ↔ kelleti (például magát: felajz)
- kicsinyel (lebecsül) ↔ kicsinyell (kicsinek tart)
- közé (közéjük) ↔ közzé (a köz számára)
- len (növény) ↔ lenn (odalenn)
- megy (jár, halad) ↔ meggy (gyümölcsfajta)
- meny (utód felesége) ↔ menny (túlvilág)
- (el)nagyol (felületesen végez valamit) ↔ nagyoll (nagynak talál)
- sarkal (cipőt javít) ↔ sarkall (ösztönöz)
- szál (például cérnaszál) ↔ száll (repül)
- szögel (szegez) ↔ szögellik (csúcsban végződik)
- tetet (helyeztet) ↔ tettet (mímel)
- tol (maga előtt mozgat) ↔ toll (íróeszköz; madár része)
- (le)torkol (belefojtja a szót) ↔ torkollik (beleömlik)
- vál(ik) (változik) ↔ váll (testrész)
- var (seb bevonata) ↔ varr (öltöget)

### Idegen szavak
- alpaka (dél-amerikai teveféle) ↔ alpakka („újezüst”, kopásálló réz-cink-nikkel ötvözet)
- biliárd (dákóval és golyókkal játszott játék) ↔ billiárd (1015, ezerbillió, vö. a tíz hatványai)